# 年輕人們
《年輕人們》，為1966年由富士電視台所播出的電視連續劇。1967年亦衍伸出電影版、1969年及1990年的舞台劇、2014年的電視劇翻拍版。

## 電視劇 （1966年版）
雙親皆去世的5兄弟，在友情、戀愛、仇恨間交織的青春連續劇。觀眾對該劇漸漸產生共鳴，由開始的低收視漸漸爬升。1965年11月29日的毎日新聞日刊以「一個家」（ある家庭）為名的特集來進行介紹，使得後來連續劇人氣急上升，並使得該主題曲大紅。
但原預計於1966年9月23日播出的第33集「再見」（さよなら）因描寫到日本人對於在日朝鮮人的差別待遇且在那之前發生了平新艇事件而中止播出。
富士電視台以開台50周年記念的方式在波麗佳音於2008年10月15日發行了15片裝的DVD-BOX（收錄了中止播出的第33集）。

### 播出資訊、製作群
- 播出時間：1966年2月7日－9月30日（全34集 / 黑白電視）
- 放映時間：毎週一20時00分－20時56分 → 毎週五20時00分－20時56分（JST）
- 編劇：山內久、早坂曉、立原龍、清水邦夫、布勢博一、寺田信義、大野靖子、多賀祥介、山田正弘、林秀彦、大西信行、田村孟、菅孝行
- 導演：森川時久、北田親友、戸崎春雄
- 音樂：佐藤勝
- 主題曲：寬邊四「年輕人們」
- 企劃：白川文造、松木征二
- 製作出品：富士電視台
- 其他播出電視台：關西電視台、東海電視台、札幌電視台、仙台放送、廣島電視台、西日本電視台
- 第3回銀河賞受賞（Fiction部門）

### 主要登場人物
- 佐藤太郎（長男）：田中邦衛
- 佐藤次郎（次男）：橋本功
- 佐藤織江（佐藤オリエ）（長女）：佐藤織江
- 佐藤三郎（三男）：山本圭
- 佐藤末吉（四男）：松山省二（現・松山政路）
- 河田泰子：栗原小卷
- 其他演員：杉山德子、三井弘次、武內亨 等

## 電影
電視劇完結後，電影版由俳優座所主導製作了3部作品。劇本為山内、導演為森川，主要的工作人員與電視劇版本相同。

### 年輕人們
《年輕人們》1967年上映。由俳優座、新星電影社（自主上映）製作。黑白電影，87分。

#### 製作群
- 製作：佐藤正之、松木征二、松丸青史
- 原作、劇本：山内久
- 音樂：佐藤勝
- 攝影：宮島義勇
- 美術：平川透徹
- 照明：鈴賀隆夫
- 錄音：青木左吉
- 編集：河野秋和
- 場記：男澤浩
- 導演：森川時久

#### 主要登場人物
- 佐藤太郎：田中邦衛
- 佐藤次郎：橋本功
- 佐藤織江：佐藤織江
- 佐藤三郎：山本圭
- 佐藤末吉：松山省二
- 河田泰子：栗原小巻
- 淑子：小川真由美
- 戶坂：石立鐵男
- 櫻井：井川比佐志
- 小川隆音：大瀧秀治
- 小川隆：江守徹 等

### 年輕人走著 -續年輕人們-
《年輕人走著 -續年輕人們-》（若者は行く -続若者たち-）1969年5月10日公開。俳優座製作、松竹配給。白黒、98分。

#### 製作群
- 製作：佐藤正之、松木征二
- 原作、劇本：山内久
- 音樂：佐藤勝
- 攝影：宮島義勇、安昇珉
- 美術：山下宏
- 照明：鈴賀隆夫
- 錄音：本田牧
- 編集：新沼惠子
- 場記：山本耕二
- 導演：森川時久

#### 主要登場人物
- 佐藤太郎：田中邦衛
- 佐藤次郎：橋本功
- 佐藤織江：佐藤織江
- 佐藤三郎：山本圭
- 佐藤末吉：松山省二
- 間崎蜜：木村夏江
- 間崎美紀 ：大塚道子
- 辰夫：福田豐土
- 町子：夏圭子
- 戶坂：石立鐵男
- 武：中野誠也
- 塚本：塚本信夫等

### 年輕人的旗
《年輕人的旗》（若者の旗）1970年11月28日公開。俳優座映画放送製作、「年輕人們」全國上映委員會配給。黑白電影、101分。

#### 製作群
- 製作：佐藤正之、松木征二
- 原作、劇本：山内久
- 音樂：佐藤勝
- 攝影：宮島義勇
- 美術：山下宏
- 照明：鈴賀隆夫
- 錄音：本田牧
- 編集：丹治睦夫
- 場記：山本耕二
- 助理導演：高木一臣
- 導演：森川時久

#### 主要登場人物
- 佐藤太郎：田中邦衛
- 佐藤次郎：橋本功
- 佐藤織江：佐藤織江
- 佐藤三郎：山本圭
- 佐藤末吉：松山省二
- 間崎蜜：木村夏江
- 間崎美紀：大塚道子
- 戶坂：石立鉄男
- 町子：夏圭子
- 努：謙昭則
- 杉本：稲葉義男
- 吉野：入江洋佑 他

## 舞台劇
- 青年劇場 - 山内久、相沢嘉久治作、堀口始導演，於1969年12月6日的葛飾公会堂開始、12月8日至12月13日厚生年金会館小Hall、12月17日小金井市公会堂、12月16日品川公会堂、12月20日至12月21日「日本青年会館Hall」結束。
- 劇團往來 - 1990年3月9日至3月11日、於大阪的劇團往來開始第13場公演，而在近鐵小劇場上演由相澤嘉久治、山内久、堀口始作的原創版公演，基本由鈴木健之亮進行演出。

## 電視連續劇 (2014年版)

### 簡介
本劇為富士電視台開台55周年紀念節目，重製自該台於1966年播出的電視劇，將於2014年7月播出。由《來自北國》的杉田成道擔任導演、妻夫木聰主演本劇。
富士電視台與日本Yahoo合作，於網路進行第一集的試看活動。

### 播出
初回特別延長30分鐘（22:00 - 23:24）。第4～6集延長15分鐘。第6集延遲35分鐘播出（22:35 - 23:44）。

### 演出者

#### 主要角色
- 佐藤旭（長男）：妻夫木聰（粵語配音：陳卓智）
- 佐藤曉（次男）：瑛太（粵語配音：梁偉德）
- 佐藤光（佐藤ひかり）（長女）：滿島光（粵語配音：林芷筠）
- 佐藤陽（三男）：柄本佑（粵語配音：李凱傑）
- 佐藤旦（四男）：野村周平（粵語配音：陳灝瑋）
- 澤邊梓（佐藤梓）：蒼井優（粵語配音：張頌欣）
- 永原香澄：橋本愛（粵語配音：凌晞）
- 屋代多香子：長澤雅美（粵語配音：林元春）
- 新城正臣：吉岡秀隆（粵語配音：陳廷軒）
- 佐藤明：内山陽菜

#### 其他角色
- 澤邊京子：余貴美子（粵語配音：陸惠玲）
- 内海弘喜：馬場徹（日语：馬場徹）（粵語配音：曹啟謙）
- 上原清香：未来
- 寺尾昭廣：北村健人（日语：北村健人）
- 佐渡：（粵語配音：林保全）
- 仲川志保：中村優子（日语：中村優子）（粵語配音：伍秀霞）
- 杉浦貴（日语：杉浦貴）：飾演本人（粵語配音：蕭徽勇）

#### 各集登場角色
出場次數多於一集的角色會在中標明集數。註：第11集最後一段出現的佐藤家五人兒時照片，為妻夫木聰、瑛太、滿島光、柄本佑和野村周平本人的兒時照。

第1集
齊藤昌伸：小久保壽人（第3、4集）（粵語配音：關令翹）
市之瀬沙紀：大谷英子（粵語配音：魏惠娥）
北宮光洋：本人飾演（第5集）
第2集
屋代正一：小林高鹿（第11集）（粵語配音：李致林）
屋代正二：内田滋（粵語配音：關令翹）
屋代昌江：根岸季衣（粵語配音：林丹鳳）
第3集
仲川孝光：望月章男（第4、5集）（粵語配音：劉昭文）
澤田圭介：伊藤祐輝（第4集）（粵語配音：劉奕希）
第4集
吉川瑞貴：廣末涼子（粵語配音：梁少霞）
新城壽壽：横溝菜帆（第5集）（粵語配音：陳皓宜）
第5集
山原香菜：大村彩子
山原萌菜：堰沢結衣
熊野準：本人飾演
新城美穂：齊藤由貴（第6集）（粵語配音：朱妙蘭）
第7集
永原加代：山下容莉枝（第8集）（粵語配音：沈小蘭）
第8集
永原恭一：鶴見辰吾（粵語配音：李錦綸）
第9集
土居正登：鈴木一真（粵語配音：葉振聲）

### 製作群
- 編劇：武藤將吾
- 主題歌：森山直太朗〈年輕人們〉（若者たち）
- 製作人：石井浩二
- 導演：杉田成道（日语：杉田成道）、中江功（日语：中江功）、並木道子
- 製作：富士電視台電視劇製作部

### 播出日期與收視率
| 1                                                      | 2014年7月9日  | 結婚沒有什麼大道理 （理屈じゃねえんだよ、結婚は） | 杉田成道 | 12.7% |
| 2                                                      | 2014年7月16日 | 次男回家 （次男戻る）                             | 中江功   | 07.8% |
| 3                                                      | 2014年7月23日 | 苦澀的秘密 （苦い秘密）                           | 並木道子 | 07.8% |
| 4                                                      | 2014年7月30日 | 不要放棄 （諦めんな）                             | 杉田成道 | 07.3% |
| 5                                                      | 2014年8月6日  | 身為父母 （親として）                             | 中江功   | 06.8% |
| 6                                                      | 2014年8月20日 | 男與女 （男と女は）                               | 並木道子 | 06.1% |
| 7                                                      | 2014年8月27日 | 誕生 （生まれる）                                 | 杉田成道 | 07.3% |
| 8                                                      | 2014年9月3日  | 心碎 （心折れて）                                 | 中江功   | 07.4% |
| 9                                                      | 2014年9月10日 | 為了他人 （人の為に）                             | 並木道子 | 07.1% |
| 10                                                     | 2014年9月17日 | 相互扶持 （支えあう）                             | 中江功   | 06.5% |
| 11                                                     | 2014年9月24日 | 啟程 （旅立つ）                                   | 杉田成道 | 06.1% |
| 平均收視率7.5%（收視率由Video Research於關東地區統計） |               |                                                   |          |       |

- 註：8月13日因原時段富士電視臺播出一年一度的「FNS歌謠祭」，故暫停一週。

## 外部連結
- 富士電視台 - 年輕人們(2014年版)製作資訊
- 富士電視台 官方網站
- MY 101綜合台 官方網站 （页面存档备份，存于）
- 香港無綫電視 官方網站 （页面存档备份，存于）

| 日本 富士電視台 水曜22時枠                           | 日本 富士電視台 水曜22時枠              | 日本 富士電視台 水曜22時枠 |
| ---------------------------------------------------- | --------------------------------------- | -------------------------- |
|                                                      | 年輕人們2014 （2014.07.09－2014.09.24） |                            |
| SMOKING GUN～決定的證據～ （2014.04.09－2014.06.18） | FIRST CLASS 2 （2014.10.15－2014.12）   |                            |

| MY 101綜合台 週五 22:00至23:00             | MY 101綜合台 週五 22:00至23:00      | MY 101綜合台 週五 22:00至23:00 |
| ------------------------------------------ | ----------------------------------- | ------------------------------ |
|                                            | 年輕人們 （2014.07.18－2014.10.03） |                                |
| Partners by Blood菜鳥警探 我兒子 （2014.04.25－2014.07.04） | 女信長 （2014.10.10－2014.10.17）   |                                |

| 香港 無綫電視J2 星期六 22:05 - 23:05 8月2日 22:05 - 23:45 8月16日 暫停播映 8月30日及9月13日 22:05 - 23:15 9月6日 22:15 - 23:35 | 香港 無綫電視J2 星期六 22:05 - 23:05 8月2日 22:05 - 23:45 8月16日 暫停播映 8月30日及9月13日 22:05 - 23:15 9月6日 22:15 - 23:35 | 香港 無綫電視J2 星期六 22:05 - 23:05 8月2日 22:05 - 23:45 8月16日 暫停播映 8月30日及9月13日 22:05 - 23:15 9月6日 22:15 - 23:35 |
| --- | --- | --- |
| | 年輕人們 （2014.08.02 - 2014.10.18）                                                                                           | |
| （2014.07.19 - 2014.07.26） | （2014.10.25 - 2015.01.10） | |